# Örs Siklósi

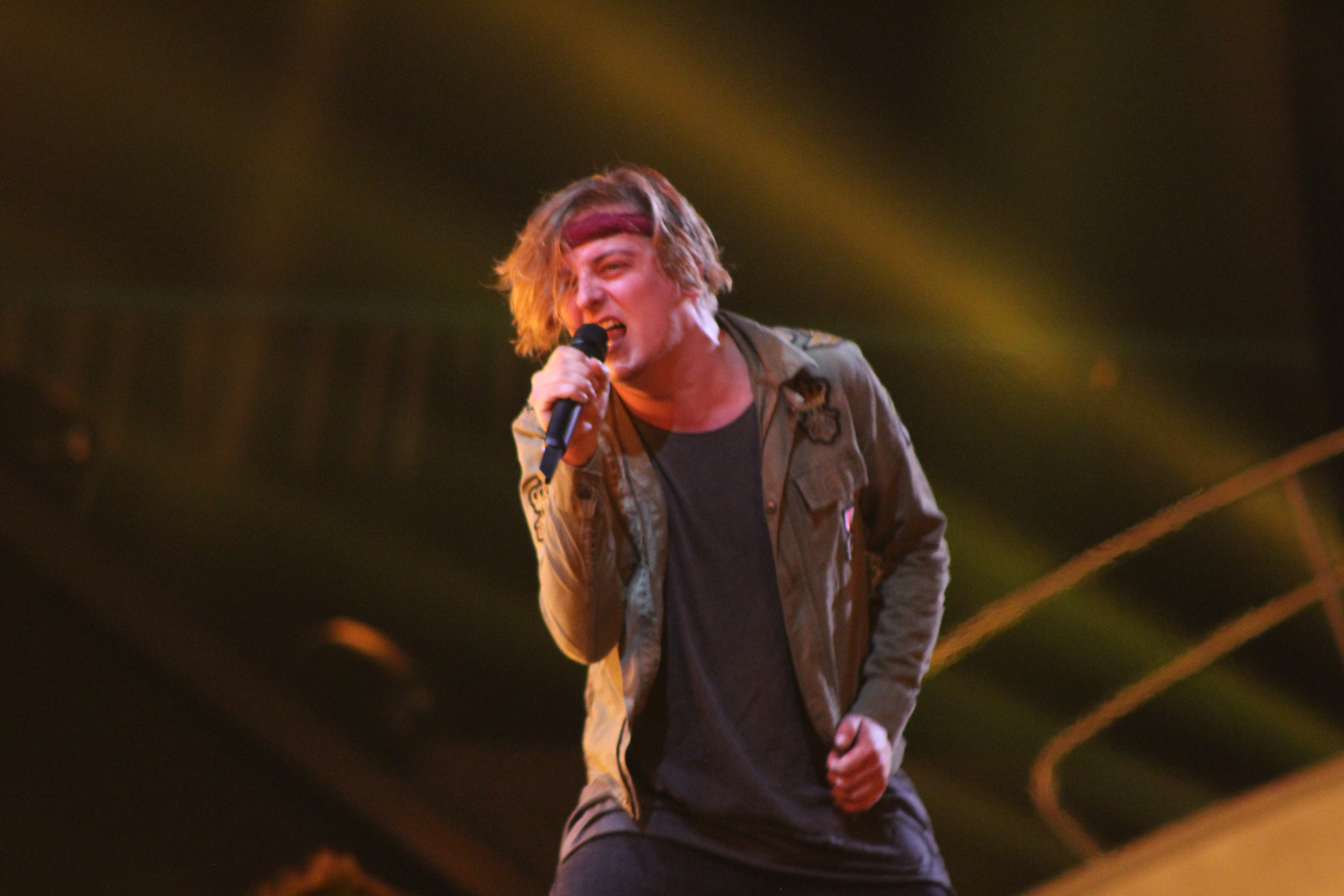
Örs Siklósi beim Eurovision Song Contest in Lissabon, 2018.

Örs Siklósi (* 4. September 1991 in Budapest; † 5. Februar 2021) war ein ungarischer Rockmusiker. Er war Sänger der Metalcore-Band Sunset und der Post-Hardcore-Band AWS. Mit letzterer spielte er im Jahr 2018 beim Eurovision Song Contest.

## Karriere
Örs Siklósi wurde am 4. September 1991 in Budapest als Sohn des Archäologen Gyula Siklósi geboren und besuchte in jungen Jahren die Zoltán Kodály Elementary School of Music. Zudem lernte er im Alter von sechs Jahren Violine spielen, obwohl er ursprünglich Schlagzeug lernen wollte. Örs Siklósi hatte einen älteren Bruder, Máté, welcher ebenfalls in einer Band Musik spielt. Im Mai 2019 heiratete Siklósi die Journalistin Nina Sarkad.
Siklósi war einer von zwei Sängern in der ungarischen Metalcore-Band Sunset, mit der er 2008 eine EP unter dem Titel How to Survive a Girl’s Glance in Eigenregie herausbrachte. Auch auf der zweiten EP, Photography, welche drei Jahre später bei EDGE Records erschien, war er als Sänger zu hören.
Im Jahr 2006 gründete Siklósi die Post-Hardcore-Gruppe AWS, in der er bis zu seinem Tod am 5. Februar 2021 als Sänger aktiv war. Zu diesem Zeitpunkt besuchte Siklósi eine Katholische Schule. Zwischen 2011 und 2018 war er an der Entstehung von vier vollwertigen Studioalben, einer EP, einem Live-Album, sowie zahlreicher Singles beteiligt, darunter Viszlát nyár!, mit der die Gruppe 2018 beim ungarischen Vorentscheid zum Eurovision Song Contest, dem A Dál, teilnahm und diesen überraschend gewann. Beim Eurovision Song Contest, der im Mai 2018 in Lissabon ausgetragen wurde, erreichte Siklósi mit der Band das Finale und erreichte dort Platz 21.
Überdies war Siklósi Mitglied der Math-Rock-/Mathcore-Band Dereng, mit der er im Jahr 2016 ein Album herausbrachte.
Am 5. Februar 2021 starb Siklósi an den Folgen einer Leukämieerkrankung, die im Juni des Jahres 2020 bei ihm diagnostiziert worden war. Es war geplant, dass er im Frühjahr des Jahres 2021 sein erstes Solo-Album unter dem Namen Ersch veröffentlicht. Auch befand er sich bereits an der Arbeit am fünften Studioalbum seiner Band AWS, welches ebenfalls im Laufe des Jahres erscheinen sollte. Sein Tod rief ein internationales Medienecho hervor. Die Initiatoren des Newcomer-Musikpreises Fülesbagoly Tehetség Kutato gaben bekannt, dass die Auszeichnung für den besten Sänger nach Örs Siklósi benannt wird. Die Musiker von AWS gaben bekannt, dass Siklósis Soloalbum posthum veröffentlicht wird.

## Diskografie

### Mit Sunset
- 2008: How to Survive a Girl’s Glance (EP, (Eigenproduktion))
- 2011: Photography (EP, EDGE Records)

### Mit Dereng
- 2016: A műsorellenőrzés egyik formája feltűnően ritka (Album, Eigenproduktion)

## Auszeichnungen
- Artisjus Awards
  - 2021: Junior Artisjus Award (posthum)[16]